# Ше (Калвадос)
Ше (фр. Cheux) насеље је и општина у северној Француској у региону Доња Нормандија, у департману Калвадос која припада префектури Кан.
По подацима из 2011. године у општини је живело 1272 становника, а густина насељености је износила 88,46 становника/km². Општина се простире на површини од 14,38 km². Налази се на средњој надморској висини од 102 метара (максималној 119 m, а минималној 62 m).

## Демографија
| 1962. | 1968. | 1975. | 1982. | 1990. | 1999. | 2011. |
| ----- | ----- | ----- | ----- | ----- | ----- | ----- |
| 502   | 523   | 643   | 816   | 864   | 1.085 | 1.272 |

График промене броја становника у току последњих година